# 김옥경 (성우)
김옥경(1963년 1월 11일 ~ )은 대한민국의 성우로, 1986년 한국방송 성우극회 공채 20기로 입사했다.

## KBS

### 애니메이션
- 꾸러기 수비대(KBS) - 미미 / 사천왕 4호 / 대마왕 마라 / 타조(4화) / 재크(7화) / 피노키오(8화)
- 꾸루꾸루와 친구들(KBS) - 토토
- 말괄량이 삼총사(KBS) - 알렉스
- 별나라 요정 코미(KBS) - 트랄라 공주
- 브리스톨 탐험대(KBS)
- 뾰로롱 꼬마마녀(KBS) - 폐폐 / 데이지
- 사자왕 가오가이거(KBS) - 한별
- 스페이스 힙합덕(KBS) - 힙합덕
- 신밧드의 모험(KBS) - 시에라
- 아프리카 마법여행(KBS) - 갈라 / 화분
- 출발! 모나리자호 미술탐험대(KBS) - 콘포미아 여왕
- 타잔(KBS) - 제인
- 파워마스크(KBS)

## 타사
- 20 면상의 아가씨(애니맥스) - 노조미
- 강철의 연금술사(애니원) - 러스트, 윈리 엄마 / 레오, 릭의 엄마(24화)
- 겁쟁이 다람쥐 토토리(애니맥스) - 마마
- 격부술사 요역문(대원방송) - 믹 / 하루에
- 날아라! 특공대(EBS)
- 달의 요정 세일러문(애니원, 대원방송) - 퀸 베릴
- 덕수학교&장흥회덕중학교 - 한지혜
- 동쪽의 에덴(투니버스) - 누님
- 디지몬 고스트 게임(재능TV) - 코에몬, 아라크네몬
- 또롱이는 멋져!(EBS) - 해설 / 꼼꼼이 아줌마
- 루팡 3세 TV스페셜#1(애니박스) - 후지코
- 마법기사 레이어스 OVA(애니박스) - 에메로드 공주 / 알시오네
- 마이씬 자메이카(투니버스) - 딜런시
- 막내둥이 또또(EBS) - 시쿰
- 매콤한 가족(EBS) - 엄마
- 명탐정 코난(투니버스) - 남보영
- 무지개 요정 큐티하니(SBS)
- 반드레드(대원방송) - 마그노 비반
- 별난 깜찍 수호천사(EBS) - 깜찍
- 빌리와 맨디의 무시무시한 모험(카툰네트워크) - 빌리
- 소년 음양사(애니맥스) - 타카오 노카미
- 썬더 일레븐 GO(재능TV) - 서믿음
- 야호 응가네(EBS) - 엄마
- 얼렁뚱땅 몬스터 사냥꾼(카툰네트워크) - 소크라테스
- 엘하자드 OVA(애니박스) - 미즈 / 룬 비너스 / 나하트
- 엘하자드 OVA2(애니박스) - 미즈
- 여기는 공원 앞 파출소(투니버스) - 모모
- 외계인 붐(MBC)
- 원피스(투니버스) - Dr. 쿠레하
- 윈디 테일즈(애니맥스) - 나오 엄마
- 유틸리티 파이터(SBS)
- 이웃집 아이들의 무시무시한 모험(카툰네트워크) - 빌리
- 전투요정소녀 메이브(애니박스) - 실피드
- 절대가련 칠드런(대원방송, 애니박스) - 후지코
- 정말 웃기는 마을(니켈로디언) - 재닛
- 창작 애니메이션 스페셜(SBS) - 숟가락
- 코라의 전설 - 카야(아앙의 딸)
- 탑 블레이드(SBS) - 엔리코 / 마리오 / 파뮬라
- 티미의 못말리는 수호천사(니켈로디언) - 완다 / 안티완다
- 파이 브레인 - 신의 퍼즐(재능TV) - 큐빅
- 판타스틱4(대원방송) - 수 리처드
- 프리파라(MBC) - 글로리아
- 하야테처럼!(애니맥스) - 키지마 사키 / 카츠라 유키지
- 환상의 풍선여행(EBS) - 루시아
- 초속변형 자이로제타 (투니버스) - 홍루비
- 라푼젤:끝나지 않은 이야기(디즈니채널) - 카산드라
- 몬스터 근무일지 (디즈니+) - 실리아 / 라즈 / 로즈

### 애니메이션 영화
- 슈렉 - 피오나 공주
  - 슈렉 2 - 피오나 공주
  - 슈렉 3 - 피오나 공주
  - 슈렉 포에버 - 피오나 공주
- 헷지 (KBS) - 스텔라 (완다 사이크스)
- 짱구는 못말려 극장판: 전설을 부르는 춤을 춰라, 아미고! (챔프) - 아미고레이(여)
- 짱구는 못말려 극장판: 태풍을 부르는 노래하는 엉덩이 폭탄! (챔프) - 금파
- 다카하시 루미코 극장 - L 사이즈의 행복 (애니원) - 하나코
- 다카하시 루미코 극장 - P의 비극 (애니원) - 미츠에
- 다카하시 루미코 극장 - 낭만 상인 (애니원) - 여자
- 다카하시 루미코 극장 - 쓰레기를 부르는 집 (애니원) - 켄타
- 다카하시 루미코 극장 - 아빠는 열세살 (애니원) - 에미리
- 다카하시 루미코 극장 - 전무의 개 (애니원) - 아줌마
- 다카하시 루미코 극장 - 한낮의 꿈 (애니원) - 여 아나운서
- 뽀빠이의 모험 (챔프)
- 스타체이서 (KBS) - 실리카
- DARKER THAN BLACK -흑의 계약자- OVA (애니맥스) - 들개
- 블랙잭 극장판 - 두 명의 검은 의사 (애니박스) - 쿠미코
- 바비의 백조의 호수(투니버스) - 오딜
- 토르: 마법망치의 전설 - 헬
- 엘라의 모험 2: 백설공주 길들이기 - 여왕
- 몬스터 주식회사 - 셀리아
- 몬스터 대학교 - 여자 아나운서
- 쿠스코 쿠스코 - 파차 부인
- 폭풍우 치는 밤에 - 가부 엄마
- 하울의 움직이는 성 - 패니(소피의 새엄마)
- 새미의 어드벤처 2 - 리타 / 콘수엘로
- 크루즈 패밀리 - 우가 (캐서린 키너)
- 극장판 썬더일레븐 GO VS 골판지 전사 W - 서믿음
- 부그와 엘리엇 2 - 바비
- 로덴시아: 마법왕국의 전설 - 왕비
- 화이트 고릴라 - 폴라 엄마
- 이집트 왕자 - 여왕
- 어네스트와 셀레스틴 - 라그리즈 (앤-마리에 루프)
- 엘라의 모험 2: 백설공주 길들이기 (KBS) - 베인
- 아더와 미니모이 (KBS) - 아더 엄마 (페니 밸포어)
- 굿 다이노 - 램지
- 노틀담의 꼽추 2 - 에스메랄다
- 마이펫의 이중생활, 마이펫의 이중생활 2 - 클로이(러시안 블루)
- 발레리나 - 까미유의 엄마
- 아이스 에이지 4: 대륙 이동설 - 시드의 엄마
- 프린스 코기 - 여왕
- 조제, 호랑이 그리고 물고기들 - 치즈
- 스파이 지니어스 - 조일러스
- 라야와 마지막 드래곤 - 시수
- DC 리그 오브 슈퍼-펫 - 머튼
- 리틀 엘렌: 외계인과 안테나 대소동

### 영화
- 결혼하고도 싱글로 남는 법 (KBS) - 마리 (뤼스 무셸)
- 고인돌 가족 플린스톤 2 (KBS) - 베티 (제인 크라코스키)
- 고백 (KBS) - 신부(수잔 마이어스)
- 귀여운 여인 (SBS) - 키트 (로라 샌 자코모)
- 그 남자는 거기 없었다 (KBS) - 앤 (캐서린 보로위츠)
- 그림 형제 - 마르바덴 숲의 전설 (KBS) - 안젤리카 (리나 헤디)
- 기사 윌리엄 (KBS)
- 나의 그리스식 웨딩 (KBS) - 불라 (앤드리아 마틴)
  - 나의 그리스식 웨딩 2 (KBS) - 불라 (앤드리아 마틴)
- 남편이 어려졌어요 (KBS) - 슈테피 (헤이케 코슬로스키)
- 내일을 향해 쏴라 (KBS) - 마을 사람(린 맥시)
- 너티 프로페서 (KBS) - 칼라 (제이다 핑킷 스미스)
- 대부 2 (SBS) - 코니 (탈리아 샤이어)
  - 대부 3 (SBS) - 코니 (탈리아 샤이어)
- 데블스 에드버킷 (KBS) - 크리스타 (코니 닐슨)
- 데이라잇 (KBS) - 그레이스 캘러웨이 (바네사 벨 캘러웨이)
- 데이비드 게일 (KBS) - 니코 (멀리사 매카시) / A.J.(콘스탄스 존스)
- 델리카트슨 사람들(KBS) - 줄리(마리로어 더그나크)
- 디디에 (SBS)
- 디오스 (SBS) - 경찰(크리스티나 마르코스)
- 라간 (KBS) - 엘리자베스 (레이철 셸리)
- 라이어 라이어 (KBS) - 미란다 (어맨다 도노호)
- 라카와나 블루스 (KBS) - 폴린 (메이시 그레이)
- 러브 체인지 (KBS) - 안드레이 마리나 (크리스티나 오르바케이트)
- 런어웨이 브라이드 (KBS) - 페기 (조앤 큐잭)
- 레옹 (KBS) - 마틸다의 엄마(엘런 그린)/이웃집 할머니(제시 코시안)
- 레인 피플 (KBS) - 고든의 딸(마리아 짐멧)
- 마법사, 롬바르도 (EBS) - 엄마 (시세 바벳 크누센)
- 마이 러브 (KBS)
- 마이클 클레이튼 (KBS) - 카렌 크라우더 (틸다 스윈턴)
- 마이티 조 영 (KBS) - 세실리 뱅크스 (리자이나 킹)
- 맘보 킹 (KBS)
- 맨 인 블랙 (KBS) - 이르마 에들슨 (노마 진 그로)
- 무서운 영화 2 (KBS) - 브렌다 (레지나 홀)
- 뮬란 - 마녀(공리)
- 미스터리 알래스카 (KBS) - 읍장 아내(롤리타 다비도비치)
- 백 투 더 퓨처 2 (KBS) - 로레인의 친구(리자 프리맨) / 여자(주디 오디츠)
- 사랑과 영혼 (KBS) - 오다의 동생(게일 보그스) / 경찰(로라 드레이크) / 은행 직원(샤롯 주커)
- 사랑도 리콜이 되나요 (KBS) - 마리 드샐 (리사 보넷)
- 사랑의 이중주 (KBS) - 베키(돈 밀런)
- 사랑할 때 버려야 할 아까운 것들 (KBS) - 조이 (프랜시스 맥도먼드)
- 사이코 4 (KBS) - 프랜 엠브로스 (CCH 파운더)
- 석양의 무법자 (KBS) - 마리아 (라다 라시모프)
- 성룡의 나이스 가이 (KBS)
- 소울 메이트 (KBS) - 애나(크리스틴 카바나)
- 솔저 (SBS)
- 수퍼 소닉 - 안보부 직원(엘피나 룩)
- 스타쉽 트루퍼스 (KBS) - 카트리나(블레이크 린드슬리) / 카알의 엄마 / 안내 방송
- 아메리칸 코만도 (SBS)
- 애니 기븐 선데이 (SBS) - 바네사 스크러더스 (레라 로천)
- 어글리 멜라니 (KBS) - 멜라니 엄마 (샹탈 로비)
- 어썰트 13 (SBS) - 아이리스 페리 (드레이 더 머테이오)
- 언터처블: 1%의 우정 (KBS) - 드리스의 엄마(실리마타 가마테)
- 에반 올마이티 (KBS) - 리타 (완다 사이크스)
- 에이리언 4 (KBS) - 힐리스 (킴 플라워스)
- 유령작가 (KBS) - 아멜리아 블라이 (킴 캐트럴)
- 이클립스 (KBS) - 빅토리아 (브라이스 댈러스 하워드)
- 이터널스 - 에이잭(셀마 헤이엑)
- 인공지능 하우스 (KBS) - 팻 (케이티 사갈)
- 자유로운 세계 (KBS) - 로즈 (줄리엣 엘리스)
- 정고전가 (KBS) - 회사 직원(안려여)
- 제로 톨러런스 (KBS) - 안나 (자클린 라멜)
- 주어러 (KBS) - 줄리엣 (앤 헤이시)
- 챠이라이 미녀특공대 (KBS) - 재스민
- 첫 키스만 50번째 (KBS) - 알렉사(루시아 스트러스)
- 최가박당 3 (KBS)
- 카라멜 (KBS) - 자말 (지젤 아우에드)
- 칼리의 열 번째 여름 (KBS) - 힐퍼스 부인 딸
- 쿼바디스 (SBS)
- 클루트 (KBS) - 알린 (도러시 트리스턴)
- 톰과 제리 - 롤라(크리스티나 청)
- 튜니티라 불러다오 (KBS) - 튜니티와 밤비노의 어머니(제시카 더블린)
- 파이터 (KBS) - 필리스 비버 에클런드 (케이트 B. 오브라이언)
- 패딩턴 (KBS) - 메리 브라운 (샐리 호킨스)
- 펄프 픽션 (KBS) - 파비안(마리아 드 메데이로스)
- 포인트 블랭크 (KBS) - 파브르 (미레이유 페리에)
- 포트리스 (KBS)
- 폭풍의 질주 (KBS) - 제니(캐럴라인 윌리엄스)
- 프린세스 다이어리 (KBS) - 쿱타 교감 (샌드라 오)
- 플루토에서 아침을 (KBS) - 브래이든 부인(루스 맥케이브) / 나이트클럽 여인(앤토니아 캠벨휴즈) / 가정부(메리 코클란)
- 헐리우드 엔딩 (KBS) - 알렉산드라(매리언 셀데스) / 영화 배우(에리카 리어슨)
- 호커스 포커스 (KBS) - 사라 (사라 제시카 파커)
- 화성의 유령들 (KBS) - 경감 (팸 그리어)
- OK 목장의 결투 (KBS) - 버질의 아내(조안 캄덴) / 클랜튼와 빌리의 어머니(올리브 캐리)
- 13일의 금요일 6 (KBS)
- 21그램 (KBS) - 마리앤 (멀리사 리오)
- 7월 4일생 (KBS) - 마리아 (코델리아 곤살레스)

### 외화
- 가면라이더 블레이드 (챔프) - 야요이 / 레이
- 닥터 후 (KBS) - 선장(시즌 3) / 빌리스(2011 크리스마스 스폐셜) / 대위(시즌 7)
- 더 컬렉션(KBS) - 마조리(사라 패리쉬)
- 사랑의 마을 에버우드 (EBS) - 니나 피니 (스테퍼니 니즈닉)
- 셜록 (KBS) - 웬서슬러스(헤이든 그윈)
- 신드바드 (KBS) - 타린 (올라 브래디)
- 업보 (KBS) - 킴
- 위기의 주부들 (KBS) - 이디 브릿 (니콜레트 쉐리든)
- 죽어도 예쁜 걸 (투니버스) - 아가사 (줄리 애커슬리)
- 찰리야 부탁해 (디즈니채널) - 에이미 던컨 (리앨린 베이커)
- 측천무후 (SBS) - 소숙비
- 한여름 밤의 꿈 (KBS) - 티타니아(맥신 피크)

### 게임
- 이리너

### 방송
- 1 대 100 (KBS) - 2012년 1월 17일 출연
- 속풀이쇼 동치미 (MBN) - 2020년 3월 14일 출연

### 라디오
- 환타지 특급 - 드래곤 라자 (KBS) - 네리아
- KBS 라디오 극장 10년(이회영과 젊은 그들) (KBS) - 이은숙
- KBS 무대 벌레가족 - 오미숙